# مارتین آرچر شی
سر مارتین آرچر شی (زاده۲۳ دسامبر ۱۷۶۹ - درگذشته ۱۳ اوت ۱۸۵۰) یک نقاش پرتره اهل ایرلند بود. او همچنین به عنوان رئیس آکادمی سلطنتی مشغول فعالیت بود.

## اوایل زندگی
مارتین در دوبلین، از خانواده ای قدیمی کاتولیک رومی ایرلندی، و همچنین از پدری بنام مارتین شی، که یک تاجر بود، به متولد می شود. پدر مارتین پیشه نقاشی را پیشه ای نامناسب برای نوادگان شی ها می دانست. ولی مارتین با این شرایط در انجمن سلطنتی دوبلین رشته هنر را آموخت و بعد از آن به لندن مهاجرت کرد. بعدها مارتین در همان مکان، از سال ۱۷۸۸، توسط ادموند برک به جاشوا رینولدز معرفی می شود، بعد از آن مارتین به توصیه او در مدارس آکادمی سلطنتی هنر تحصیل می نماید.

## کتابشناسی - فهرست کتاب ها
- مارتین آرچر شی، زندگی سر مارتین آرچر شی ، جلد یکم ، جلد دوم (لندن: لانگمن، گرین، لانگمن، و رابرتز، سال ۱۸۶۰). [۲]